# Sirdavidia solannona

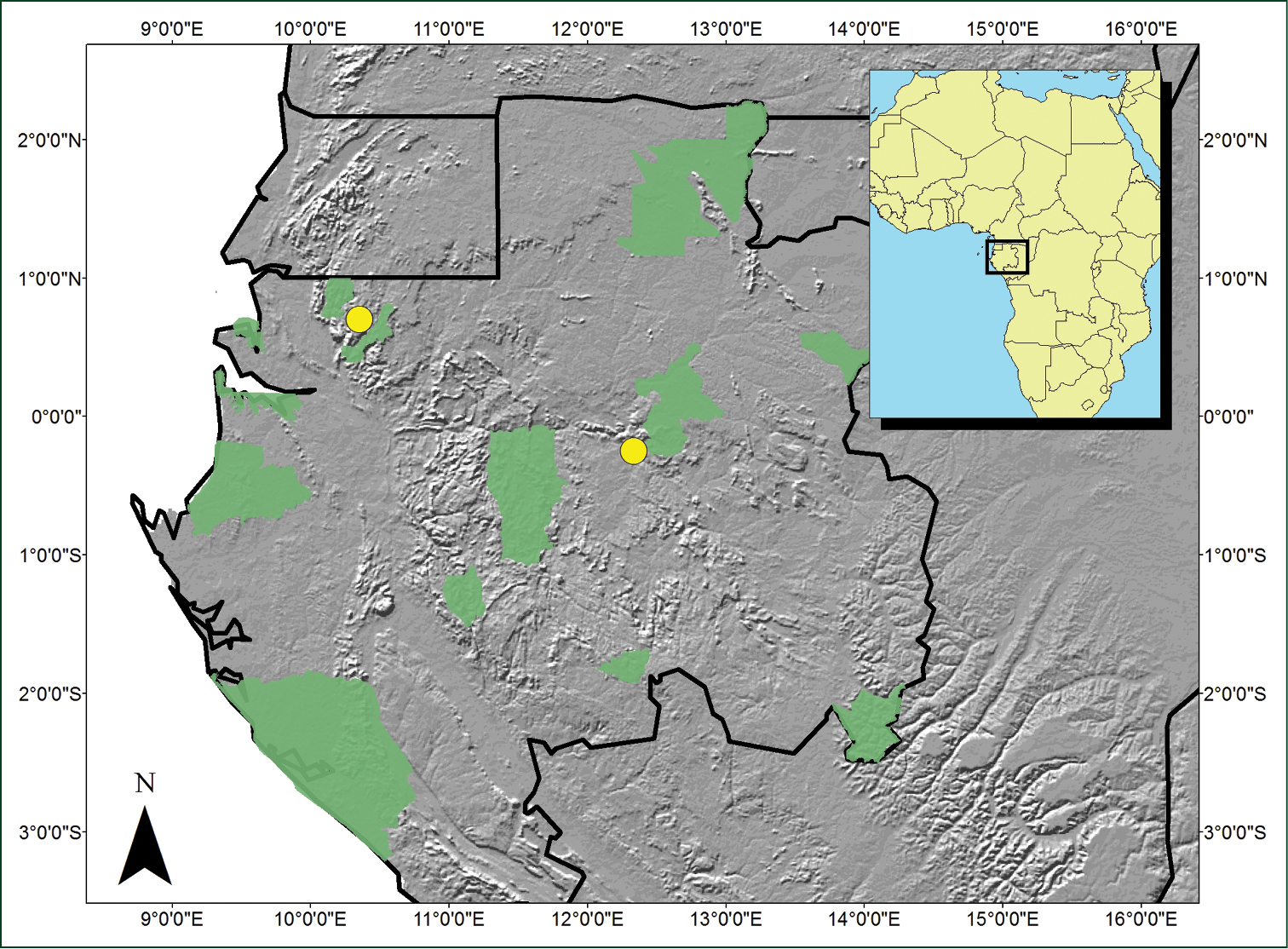
Місця, де виявлена рослина

Sirdavidia solannona — вид дерев монотипічного роду Sirdavidia родини Аннонові, є ендеміком Габону, відкритий 2015 року.